# Андроник I Комнин
Андроник I Комнин (грч. Ἀνδρόνικος Α΄ Κομνηνός; рођ. око 1120, убијен после 12. септембра 1185) био је последњи византијски цар из породице Комнина. Понајбоље је остао упамћен по бурном начину живота пре доласка на престо, док је као владар од 1183. до 1185. био сурови противник племства што га је на крају и коштало живота.

## Порекло и младост
Андроник је рођен око 1120. године као друго од укупно шесторо деце севастократора Исака, сина цара Алексија I Комнина, и извесне Ирине која је можда била кнегиња родом из владарске породице Кијевске Русије. Андроник је васпитаван на царском двору у Константинопољу заједно са својим братом од стрица Манојлом, сином будућег цара Јована II Комнина. Између Манојла и Андроника од младих година развијено је снажно ривалство, прво у разним спортским такмичењима а доцније и на многим другим пољима.
Династија Комнина је у принципу представљала проширену породицу, прави владарски клан у коме је царска грана била стално угрожена од својих рођака. Јован II је обезбедио престо у борби са својом сестром Аном која је покушала да наметне свог супруга Нићифора Вријенија за цара, док је 1130. севастократор Исак морао да напусти Византију и потражи уточиште на источњачким дворовима. Повратак му је дозвољен 1136. и као резултат помиловања његовом сину Андронику је касније поверена команда на истоку царства где је 1141. заробљен од стране Селџука. После годину дана у заточеништву Андроник се вратио у Цариград.

## У царској милости
Андроник је важио за привлачну и шармантну особу, а у исто време и је био и вешт политичар и војсковођа. Међутим, ноторну репутацију у престоници стекао је као велики женскарош, тако да је историчар Никита Хонијат описао Андроника као пастува лудог за женама. Иако је имао супругу, вероватно једну грузијску принцезу чије нам име није остало забележено, Андроник је био у честим и дугим везама и са женама из своје фамилије. Прва по рангу међу његовим бројним љубавницама била је Евдокија, братаница цара Манојла, чија су браћа у неколико наврата безуспешно покушавала да породичну част спасу убиством разузданог Андроника.
По повратку у престоницу Андроник је подржао 1143. године Манојлов успон на престо насупрот царевом брату Исаку. Заузврат, Исак је на лицу места потегао мач на Андроника који је остао у животу само захваљујући Манојловој интервенцији. Као царев штићеник, Андроник је 1152. прво постављен за намесника Киликије и на овом путу му се уместо законите жене придружила Евдокија. И поред неуспеха у покушају да одузме Јерменима град Мопсуестију, Андроник је задржао свој положај. Манојло му је поново указао највеће поверење када га је 1154. послао у Подунавље ради преговора са угарским краљем Гезом II који је дотада нападао византијске испоставе. Андроник је са успехом обавио мисију, али се већ наредне 1155. показало да Угри не намеравају да се придржавају споразума. Укратко, Андронику је пребачено да је тражио угарску помоћ како би сам постао цар док је Гези наводно обећао византијске градове Београд, Браничево и Ниш. Одмах затим је ухапшен и притворен је у тамницу царске палате под изговором да је припремао атентат на цара Манојла. Иако Андронику судећи по каснијим догађајима није мањкало царских амбиција, остаје могућност да је утамничен под утицајем севастократора Јована Комнина, Евдокијиног рођеног брата. Севастократор Јован је управо постао најмоћнија особа на цариградском двору и хапшење Андроника Комнина могао је бити и чин личне освете и политички мотивисано уклањање опасног ривала.

## Бекство и даља лутања
Током заточеништва Андроник је уз помоћ својих присталица на двору неколико пута покушавао да побегне. У једном од наврата успео је да побегне из Цариграда али је опет ухваћен пошто се докопао околине Никеје у Малој Азији. Најзад, 1165. Андроник је побегао и овога пута је решио да се склони ван граница царства. Упутио се у једну од руских кнежевина, Галич, где га је кнез Јарослав свечано примио и доделио му на уживање неколико села. Међутим, велики кнез кијевски Јарослав II је управо био у спору са цариградском патријаршијом која је традиционално имала привилегију да поставља кијевског митрополита. Манојло је покренуо праву дипломатску офанзиву како би и у далеким руским кнежевинама сачувао престиж византијске цркве. Изгледа да је и Андроник узео учешћа у преговорима у византијску корист тако да му је ускоро дозвољено да се врати у Цариград.
Руски кнежеви су се одрекли и веза са Угарском, тако да је 1165. византијска војска заузела Земун. Манојло, који је лично предводио војску, поверио је Андронику заповедништво над руским помоћним одредима. Међутим, до новог сукоба је дошло 1168. када је Манојло објавио да, пошто већ нема синова, намерава да престо остави својој ћерки Марији и њеном веренику деспоту Бели-Алексију, угарском принцу који је као талац боравио на цариградском двору. Андроник је одбио да положи заклетву верности приговарајући да ће Манојло оставити престо странцу. Како је Андроник стекао доста присталица, Манојло га је поново послао у Киликију, овога пута како би га удаљио из престонице.
Андроник је 1166. посетио крсташку кнежевину Антиохију Боемунда III. Наводно, незванични разлог посете била је лепота Боемундове сестре Филипе коју је већ средовечни Андроник успео да заведе. Тим потезом разјарио је и свог домаћина Боемунда и цара Манојла коме је Филипа била свастика тј сестра његове супруге Марије. Пошто је Филипа тиме била у духовном сродству са Комнининима, Андроник је од црквених кругова проглашен за родоскрвника. Преостало му је једино да побегне у Јерусалимску краљевину где га је Амалрик I Јерусалимски произвео у лорда од Бејрута. Неуморни Андроник је сада завео Теодору Комнину, братичину Манојла и удовицу јерусалемског краља Балдуина III. Када је Теодора посетила Бејрут Андроник ју је убедио да заједно побегну даље на исток. Љубавници су нашли уточиште у Дамаску на двору Нур ад Дина (1146—1174) где је Теодора родила двоје деце Алексија и Ирину. Пошто је веза била ванбрачна, Андроник је додатно кажњен екскомуникацијом. Близина Дамаска византијској граници натерала је Андроника на даља путовања све до Багдада а затим преко Закавказја у Малу Азију где је локални емир Салтуџ даровао бегунцима замак у близини Колонеје, недалеко од граница византијског Понта. Андроник је из свог уточишта редовно пљачкао византијске територије а његове романтичне авантуре и стално одолевање Манојловим потерама учиниле су га популарним у Цариграду. На крају је Манојло решио проблем тако што је трапезунтски намесник Нићифор Палеолог заробио Теодору и њену децу и послао их у престоницу. Андроник је одмах затражио помиловање за све што је учинио и цар га је у јулу 1180. године позвао и Константинов град. Склон театралности, Андроник је у Цариград ујахао у ланцима и пред Манојлом је покајнички показао своје ране од тешког гвожђа. Цар је бризнуо у плач и наредио једном од племића да скине Андронику ланце како би овај прихватио место на двору које му припада.

## Поход на Цариград
Манојло Комнин је у свом другом браку са Маријом Антиохијском најпосле добио сина Алексија 1169. године. Цар је покушао да обезбеди да сви фактори, и спољни и унутрашњи, прихвате младог престолонаследника како би наслеђивање престола прошло без потреса. Андроник се морао заклети на верност царском огранку Комнина и да ће уколико сазна за заверу обавестити Манојла или његовог сина и учинити све што је до њега да их заштити. Након тога, Манојло је именовао Андроника за намесника Понта који је сада уживао приходе читаве провинције као своју сопствену пронију. Андроник и Теодора Комнина су се населили у Оинајону на обали Црног мора, али је Манојло као таоце задржао троје Андроникове легитимне деце.
Манојло је изненада преминуо 24. септембра 1180. и његов малолетни син Алексије II Комнин је званично почео да влада под регентством царице-мајке Марије Антиохијске. Као Латинка Марија није била популарна у Цариграду, а даље поделе је изазвала након што је постала љубавница Манојловог синовца протосеваста Алексија који је тако постао прави владар царства. Тиме су распаљена стара ривалства унутар породице Комнина и сада је Марија Порфирогенита, Манојлова ћерка из првог брака, била главни организатор немира против владајућег регентства. И Андроникови синови Манојло и Јован су 21. фебруара 1181. узели учешћа у завери и покушају атентата на протосеваста Алексија. Најзад, протосеваст је покренуо прави улични рат против присталица Марије Порфирогените и њеног супруга цезара Јована-Ренијеа од Монферата. Сукоб је окончан у мају 1181. победом царске партије, Марији и њеном мужу је дозвољено да некажњено оду из Цариграда али су њихове присталице кажњене. Јован и Манојло су тако притворени, али је њихова сестра Марија побегла у Синопу код њиховог оца Андроника.
Андроник је већ био у преписци са вођама побуне, а 10. априла 1181. приликом једног од напада цариградске светине на палату градом се пронела вест да је Андроник са својом војском већ на азијској обали Босфора. Марија је пренела оцу да се у Цариграду прво уздају у Бога, а затим у њега. Бројна писма су већ потврдила Андронику да је жељно ишчекиван у Константинопољу. И он сам је почео да пише младом цару, патријарху и другим великодостојницима о својој намери да испуни заклетву положену преминулом цару и уклони тиранско намесништво. Андроник је убрзо окупио војску најамника и малу флоту и кренуо на дуг пут кроз Малу Азију. У пролеће 1182. Андроник је поразио царску војску коју је предводио Андроник Анђео заједно са својим синовима, будућим царевима Исаком II и Алексијем III. Анђели су затим прешли на Андроникову страну, а исто је учинила и читава флота. Протосеваст Алексије је ухапшен од стране своје франачке гарде и изручен Андронику у Халкедон. Андроник га је ослепео и послао у манастир.

## Регентство
Слично Манојлу Комнину и протосеваст Алексије се ослањао на Латине током своје владе. Андроников уступак цариградској светини био је дозвола да се изврши истрага Латина у Константинопољу уз помоћ пафлагонских најамника. Поред католичког клера пострадали су и чланови породица ђеновљанских и пизанских трговаца. Тек када је прогон окончан, Андроник је и званично ушао у град и прво посетио Манојлову гробницу у манастиру Христа Пантократора. На Педесетницу 16. маја 1182. године млади Алексије је поново крунисан овога пута из руку Андроника, а заузврат нови регент је младог цара на раменима однео од саборне цркве Свете Премудрости до царске палате.
Коначним уласком у престоницу Андроник Комнин је покушао да створи снажно упориште међу бирократијом и свештенством. Марија Порфирогенита, која је такође полагала права на регентство, и њен муж Реније Монфератски су стављени под присмотру и убрзо су помрли једно за другим у царској палати. По гласинама које су колале по граду, Андроник их је уклонио спорим али смртоносним отровом. Царица-мајка Марија Антиохијска, сада монахиња Ксена (грчки Странкиња) у манастиру Св. Диомеда, такође је сматрана претњом за регента. Млади Алексије II је по вољи свог савладара потписао указ о смртној казни за велеиздају, а Андроник је затим исти тај закон употребио против дечакове мајке. Марија је осуђена да је позвала угарског краља Белу III да нападне византијски Балкан, а затим је, и поред противљења Андрониковог сина Манојла, задављена. Против уклањања царице-мајке са двора побунили су се управо они који су помогли Андроников поход на Цариград. Сви су похапшени и кажњени ослепљивањем, сем Андроника Анђела који је са својих шест синова успео да побегне у Сирију где је и умро. Најзад, патријарх Теодосије I Ворадиот је 1183. натеран да се добровољно повуче у манастир и његово место је затим заузео Андронику лојални Василије II Каматер (1183—1186). Андроник је још током похода објавио да долази како би обновио јединство и снагу државе насупрот провинцијском војном племству које је сматрано као реметилачки фактор. Када је у јесен дошло до побуна у Никеји и Пруси, септембра 1183. године Андроник је декламацијом објавио да је неопходно да се младом цару изабере искуснији савладар. Улицама Цариграда царски провокатори су организовали скандирање: „Живели Алексије и Андроник, велики цареви Римљана !” Регент је затим свечано спроведен у царску палату у Влахерни где је извикан за цара. Алексије је невољно признао свог стрица за савладара. Приликом крунисања Андроник I Комнин је акламацијом проглашен за првог у царском колегијуму.
Недуго након крунисања, и поред свих заклетви и обавеза, Андроник је ликвидирао Алексија. Најужи круг царевих сарадника је осудио младог цара на смрт под изговором да царству треба само један владар. Алексије је задављен и затим је његово тело бачено у море. Андроников успон до трона остварен је уз доста преврата среће и политичких ликвидација. По Евстатију Солунском, цар се похвалио својим синовима да је уз помоћ цариградске руље, уклонио је „Дивове” како би сада могао да влада „Пигмејима”.

## Владавина
Теодора Комнина изгледа није доживела да види успех свог дугогодишњег сапутника. Андроник се, по ступању на престо, оженио по други пут и то Агнесом-Аном, ћерком француског краља Луја VII. Агнеса је имала тек дванаест година и доведена је у Цариград као вереница злосрећног Алексија II. Андроник је био педесет година старији од своје невесте и византијски историчари су склапање оваквог брака сматрали за један од његових већих злочина.
Већ за време Андрониковог регентства византијска власт на Балкану је тешко уздрмана. Бела III је заузео Далмацију и Хрватску, као и Београд и Браничево и у свом пљачкашком походу, захваљујући савезу са Немањиним Србима, Угри су стигли до Ниша. Када су угарски упади стали, Андроник је војску са Балкана послао да умири побуне у Малој Азији које су сада предводили браћа Анђели који су се управо вратили из Сирије. Цар је одметнуте градове Никеју и Прусу подвргао тешкој опсади. У Никеји је поштедео становнике града на молбе локалног архиепископа и Исака Анђела чија је предаја умекшала Андроников гнев. У Пруси, коју су царске снаге заузеле, извршена је велика одмазда над градским становништвом, док је четрдесетак племића обешено. По Хонијату по први пут у византијској историји и жене су затваране и подвргаване тортури и ослепљивању.
У престоници Андроник је водио опресивну политику према племству, али је у провинцијама покушавао да спроведе одређене реформе. Укинуо је Манојлов закон о продаји земље само унутар племства и увео неколико мера у корист зависног становништва. Висина намета је утврђена и уведене су строге мере против корупције. Поред тога увео је закон којим је покушао да спречи стару медитеранску праксу пљачкања насуканих бродова. Мера је била уведена вероватно и у циљу омогућавања повратка латинским трговцима. Док су се Пизанци и Ђеновљани, услед последица покоља из 1182. претворили у пирате који су узнемиравали егејске обале, трговину су убрзо обновили Млечани. Андроник је само зарад популизма дозволио прогон Латина а касније је, као што је споменуто, оженио француску принцезу, пословао са италијанским трговцима и у своју службу примио бројне западњачке најамнике.
Ипак, велико број племића је побегао из Византије тражећи уточиште на разним странама. Један од њих је био Исак Комнин, потомак једне од споредних грана династије, који је са фалсификованим писмом успео да се наметне за намесника Кипра. Исак се затим на Кипру прогласио за цара и наставио да влада острвом ван царевог домашаја.

## Пад
Уз велике жртве и прогнанике међу племством, Андроник се морао ослонити на оне који су му били лојални без обзира на њихове способности. Старији син Манојло, популаран у Цариграду због своје благости, заобиђен је у именовању престолонаследника у корист млађег Јована, познатог по суровости и разузданом понашању. Временом, цар је наредио неколико јавних погубљења тако да су се и Цариграђани лично могли уверити у претераност његових насилности. Најзад, у јуну 1185. нормански краљ Сицилије Вилијам II је извео напад на византијски Драч. Заповедник града је пре изабрао да се преда Норманима и оде у сужањство на Сицилију него да се врати у Константинопољ и суочи са царевом немилосрдношћу. Слично се поновило у августу када су Нормани заузели Солун захваљујући неспремности Давида Комнина, једног од царевих немилих рођака, да брани град.
На вест о паду Солуна у Цариграду је завладала паника. Цар је за то време боравио у својим летњиковцима на азијском обалама Босфора и са својим најближим сарадницима састављао списак за ликвидацију. Наводно је поред сваког имена направио белешку на који начин жели да умори осуђене. Поред тога преко посредника консултовао је једног од цариградских астролога који му је поручио да ђе га наследити човек са словима ИС у имену. Андроник се највише прибојавао свог рођака са Кипра, Исака, али је царев егзекутор Стефан Хаџиохристофорит предложио Исака Анђела као потенцијалну опасност. Хаџиохристофорит је са још тројицом пратилаца увече 11. септембра 1185. покушао да приведе Исака Анђела, али је очајник једним потезом мача убио царевог изасланика и растерао његове људе. Након тога, ужаснут својим делом, склонио се у цркву Свете Премудрости и провео ноћ у склоништу окружен члановима фамилије и све бројнијом масом становника града. У зору 12. септембра по први пут су се чуле акламације против Андроника а у корист Исаковог доласка на престо. Андроник је отприлике у исто време стигао у град одлучан да умири побуну, али се показало да су прилике већ ван сваке контроле. Патријарх је довучен у цркву Свете Премудрости и натеран да крунише Исака Анђела који је био готово полумртав од страха. Ни најамничка гарда више није хтела да брани старог Андроника и он се обратио светини са прозора царске палате и понудио абдикацију у корист сина Манојла. Пошто је отеран погрдама, Андроник се прерушио и на галији, заједно са супругом и омиљеним љубавницама, покушао да побегне из Цариграда. Пошто је знао да је у византијском свету неомиљен наводно је планирао да као некада давно поново побегне у Русију. Међутим, ветар је спречио цара и његове две жене да напусте луку Челе на Црном мору тако да су брзо ухваћени и враћени у Цариград.
У византијској престоници Андроник је затворен у једну од кула палате у Влахерни. Наредног дана доведен је у ланцима у царску палату где га је нови цар Исак II Анђео предао разбеснелој руљи. Андроник је прошао кроз неколико дана тешких понижења и мучења док најзад није практично раскомадан на цариградском Хиподрому. Након страшне смрти некадашњег спаситеља Цариграда, Андроникови остаци сахрањени су полутајно у манастиру Ефора недалеко од рушевина античких Зеуксипових купатила.

## Епилог
Заједно са Андроником у ковитлацу догађаја у Цариграду нестао је и његов старији син Манојло. Млађи царев син и формални савладар Јован убијен је у Тракији од стране сопствених војника када је у војни логор стигла вест о преврату. Међутим, пропаст династије преживели су млади Манојлови синови, Алексије и Давид које је њихова мајка, грузијска принцеза Русудан, сестра царице Тамаре, одвела са собом на исток. Након пада Цариграда 1204., Андроникови унуци су заузели црноморску обалу Мале Азије уз грузијску помоћ и ударили темеље виталном Трапезунтском царству. Под династијом Великих Комнина Трапезунт је одолевао све до 1461. године када је малено царство пало у руке османског султана Мехмеда II Освајача.

## Породично стабло
|  |                           |  |  |  |  |  |  |  |  |  |  |  |  |  |  |  |
|  | 16. Манојло Еротик Комнин |  |  |  |  |  |  |  |  |  |  |  |  |  |  |  |
|  |                           |  |  |  |  |  |  |  |  |  |  |  |  |  |  |  |
|  |                           |  |  |  |  |  |  |  |  |  |  |  |  |  |  |  |
|  | 8. Јован Комнин           |  |  |  |  |  |  |  |  |  |  |  |  |  |  |  |
|  |                           |  |  |  |  |  |  |  |  |  |  |  |  |  |  |  |
|  |                           |  |  |  |  |  |  |  |  |  |  |  |  |  |  |  |
|  | 4. Алексије I Комнин      |  |  |  |  |  |  |  |  |  |  |  |  |  |  |  |
|  |                           |  |  |  |  |  |  |  |  |  |  |  |  |  |  |  |
|  |                           |  |  |  |  |  |  |  |  |  |  |  |  |  |  |  |
|  | 9. Ана Даласина           |  |  |  |  |  |  |  |  |  |  |  |  |  |  |  |
|  |                           |  |  |  |  |  |  |  |  |  |  |  |  |  |  |  |
|  |                           |  |  |  |  |  |  |  |  |  |  |  |  |  |  |  |
|  | 2. Исак Комнин            |  |  |  |  |  |  |  |  |  |  |  |  |  |  |  |
|  |                           |  |  |  |  |  |  |  |  |  |  |  |  |  |  |  |
|  |                           |  |  |  |  |  |  |  |  |  |  |  |  |  |  |  |
|  | 5. Ирина Дукина           |  |  |  |  |  |  |  |  |  |  |  |  |  |  |  |
|  |                           |  |  |  |  |  |  |  |  |  |  |  |  |  |  |  |
|  |                           |  |  |  |  |  |  |  |  |  |  |  |  |  |  |  |
|  | 1. Андроник I Комнин      |  |  |  |  |  |  |  |  |  |  |  |  |  |  |  |
|  |                           |  |  |  |  |  |  |  |  |  |  |  |  |  |  |  |
|  |                           |  |  |  |  |  |  |  |  |  |  |  |  |  |  |  |